# Stadion XXXV-lecia PRL w Piotrkowie Trybunalskim
Stadion XXXV-lecia PRL – stadion wielofunkcyjny  w Piotrkowie Trybunalskim, w Polsce, funkcjonujący w latach 1974–2005. Mógł pomieścić 19 tys. widzów. Swoje spotkania rozgrywali na nim piłkarze klubu Piotrcovia Piotrków Trybunalski.
Budowa stadionu przy ulicy Dmowskiego (dawniej Nowej, później Żarskiego) rozpoczęła się w 1967 roku, jednak został on ukończony dopiero w roku 1974. Pojemność obiektu wynosiła wtedy 6 tys. widzów. 9 września 1979 roku stadion był główną areną obchodów dożynek centralnych. Przed imprezą znacznie rozbudowano obiekt, do pojemności 19 000 widzów. Po rozbudowie nadano mu nazwę XXXV-lecia PRL. W 1981 roku na stadionie odbyły się ceremonie otwarcia i zamknięcia IV Śmigłowcowych Mistrzostw Świata; same zawody odbyły się natomiast na piotrkowskim lotnisku. Na obiekcie dwa razy rozegrano również mecze finałowe piłkarskiego Pucharu Polski (22 czerwca 1983 roku: Lechia Gdańsk – Piast Gliwice 2:1 i 23 czerwca 1991 roku: GKS Katowice – Legia Warszawa 1:0), raz odbyło się na nim także spotkanie o Superpuchar Polski (22 lipca 1988 roku: Górnik Zabrze – Lech Poznań 2:1). Na stadionie regularnie występowali piłkarze klubu Piotrcovia Piotrków Trybunalski, którzy dwukrotnie grali w II lidze (w sezonach 1998/1999 i 2002/2003). Po sezonie 2002/2003 właściciel klubu, Antoni Ptak przeniósł drużynę do Szczecina, ratując w ten sposób będącą w dużych kłopotach Pogoń Szczecin. Spółka Antoniego Ptaka była od 1996 roku właścicielem stadionu; w 1999 roku zmieniono plan zagospodarowania przestrzennego terenu, na którym stał stadion, dopuszczając w tym miejscu możliwość budowy obiektów usługowo-handlowych. Po wyprowadzce Piotrcovii, pod koniec 2003 roku spółka Antoniego Ptaka rozpoczęła rozbiórkę stadionu. Przez jakiś czas obiekt wykorzystywano jeszcze do treningów, później całkiem zaprzestano eksploatacji. Ostatnie prace rozbiórkowe miały miejsce w 2005 roku. Większą część terenu po dawnym stadionie stanowi obecnie (2019) pusty plac.